# Academia del Perpetuo Socorro
L'Academia del Perpetuo Socorro (« Académie Notre-Dame du Secours Perpétuel ») a été fondée en 1921 en tant qu'école catholique d'une paroisse de l'archidiocèse de San Juan, à Porto Rico. L'école est située dans le quartier de Miramar (en), dans la capitale de ce territoire non incorporé des États-Unis.
L'école est historiquement connue pour être une école  prestigieuse, éduquant traditionnellement de jeunes hommes et femmes qui doivent devenir des représentants influents de la société portoricaine.